# 嘆きの壁

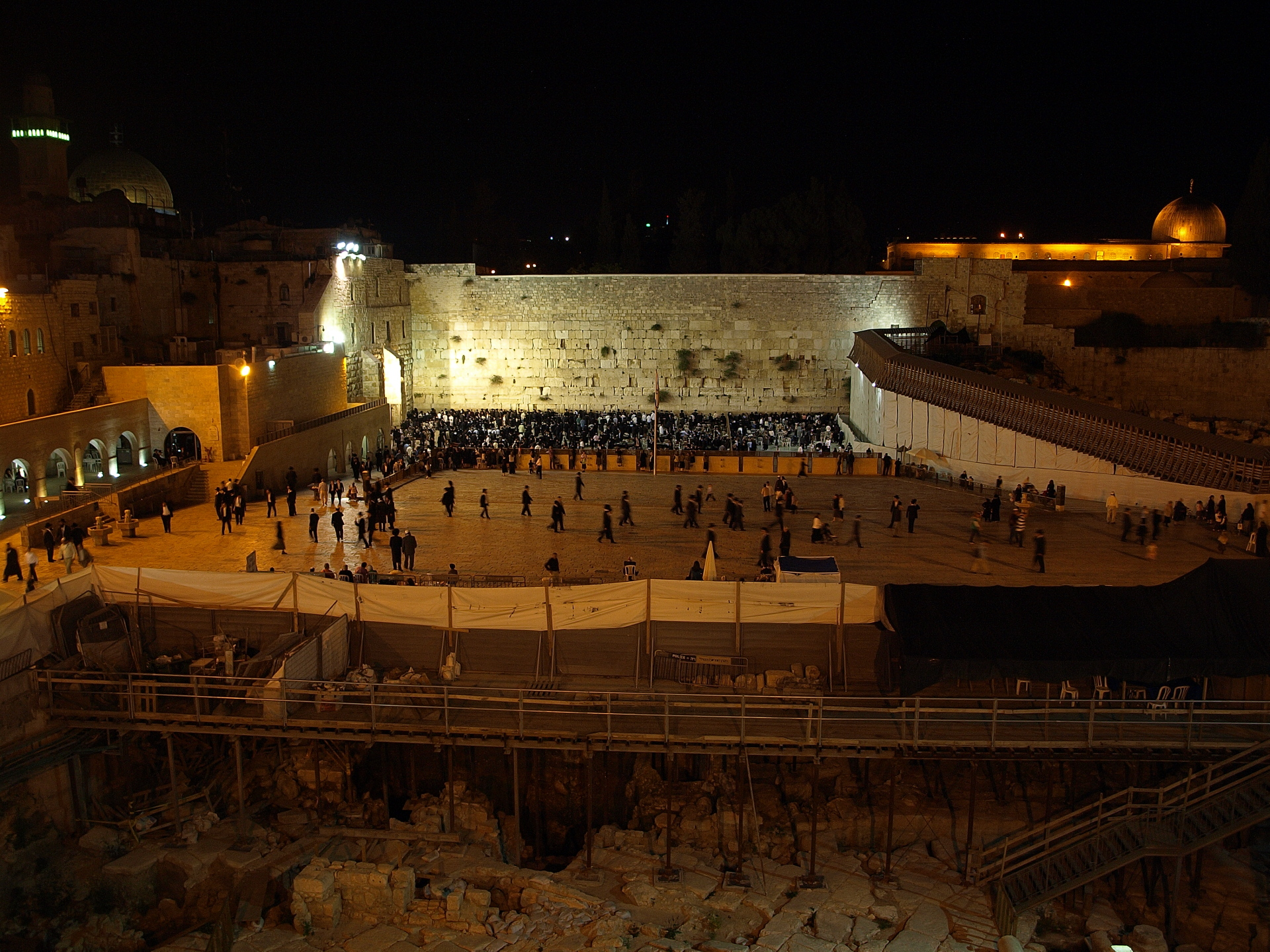
嘆きの壁

嘆きの壁（なげきのかべ、ヘブライ語: הכותל המערבי、アラビア語: حائط البراق）は、ヘロデ大王時代のエルサレム神殿の外壁のうち、現存する部分。神殿はユダヤ教で最も神聖な建物であった。

## 概要

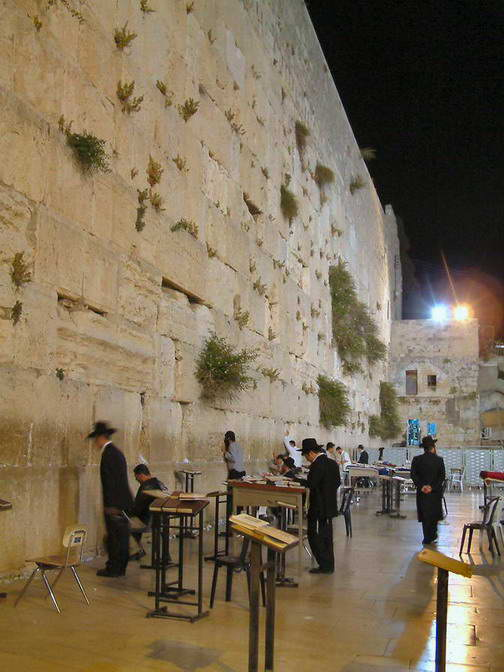
訪れた人々が壁に触れて祈りをささげるため、人の背の高さの壁部分が黒ずんでいる

紀元前20年、ヘロデ大王によって完全改築に近い形で大拡張された神殿を取り巻いていた外壁の西側の部分であり、ユダヤ人は「西の壁」と呼んでいる。この部分を含め、外壁はその基礎部分がほぼすべて残されている。

## 名称
古いユダヤの書物の中に「神殿の西壁」との言及がある。しかしこの壁が「嘆きの壁」か、それとも神殿群の別の壁かは不明である。現在の「嘆きの壁」に関する最も古い記述は、11世紀の詩人アヒマアツ・ベン・パルティエルによるものとされる。現在広く使われている英語の名称「Wailing Wall」は、1917年にイギリス人によってつけられたとされ、これは19世紀のヨーロッパの旅行者が、この壁を「ユダヤ人が嘆く場所」と呼んだことに由来する。
なお「嘆きの壁」の単語自体は、古くからのアラビア語 el-Mabka（「涙の場所」の意）の直訳である。「嘆き」とは、神殿の破壊を嘆き悲しむために、残された城壁に集まるユダヤ人の習慣を表現している。
なお、イスラム教の預言者ムハンマドが、彼を乗せて天に昇った動物「ブラーク」をこの壁につないでおいたという伝説があり、1920年代に壁の所属を巡って、アラブ人とユダヤ人の間の緊張が高まった際、アラブ人はこの壁を al-Buraq と呼んだ。

## 詳細
嘆きの壁の全長は約490mに及ぶが、一般には神殿の丘の西側外壁のうち地上に見えている幅約57mの部分のみを指す。この部分は広場に面しており、壁の前が礼拝の場所になっている。これ以外に壁を外から見ることができるのは南側の約80mと、神殿の丘の「鉄の門」の近くにある小さい西の壁であり、それ以外の壁は居住用の建物に隠れている。
ユダヤ教徒が壁に手を触れ祈りをささげている。
神殿の丘にあたる場所は元は自然の高台であり、紀元前10世紀頃からすでにこの上に神殿（エルサレム神殿）が建てられていた。これが紀元前19年頃になってヘロデ大王によって大幅に拡張された。これが現在の神殿の丘であり、その西側の土留壁が現在の嘆きの壁である。
広場の前における壁の高さは約19m。地下に埋まっている部分も含めると32m。積み上げられた石は地上28段、地下17段の計45段。

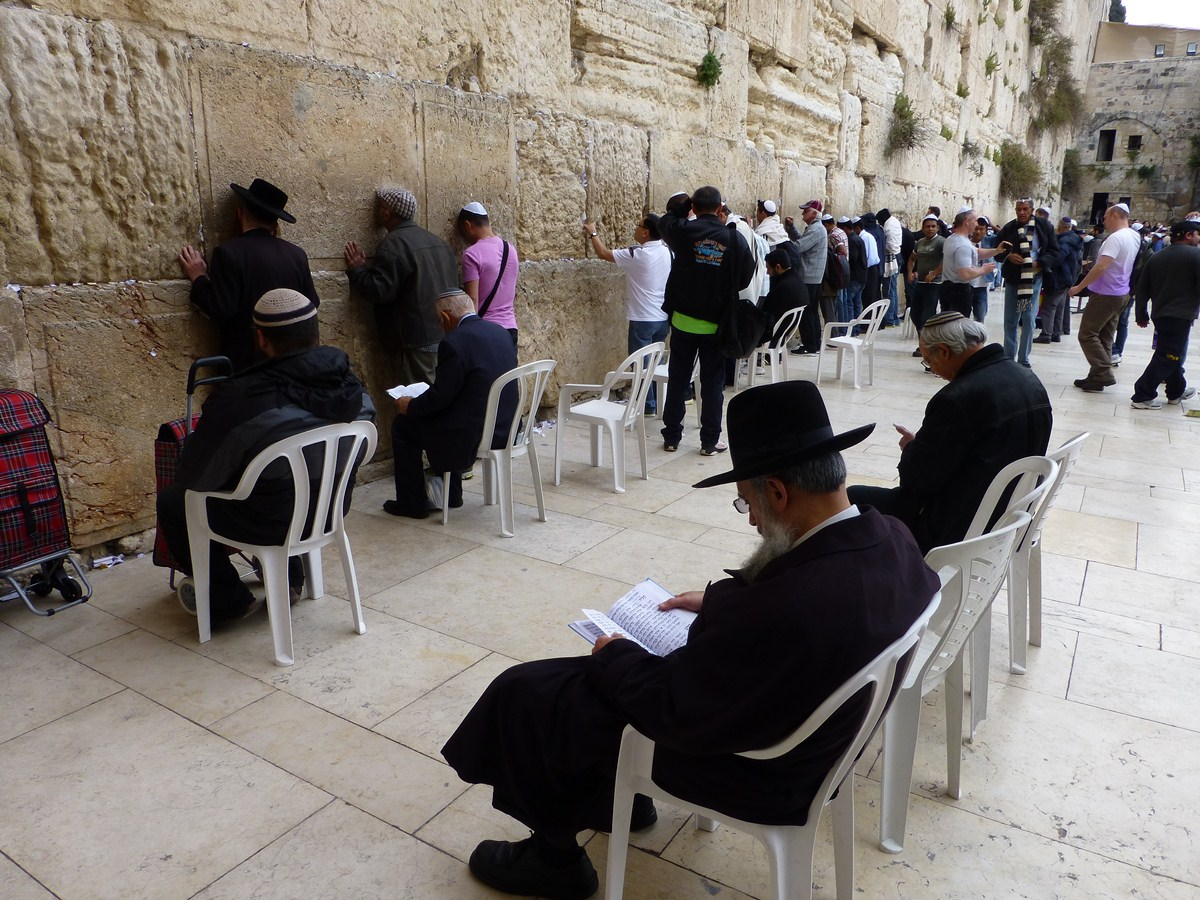
祈りを捧げる人々（2013年）

地上7段目まではヘロデ大王の時代のものである。エルサレム地方で採れる石灰岩のエルサレム・ストーンの中でもメレケという種類の石が使用されている。旧市街のムスリム地区にある採石場のゼデキアの洞窟か、旧市街の4km北にあるラマット・シュロモ町の採石場から切り出されたとみられる。1個あたり2tから8tの重さがあり、さらに重いものもある。中でもウィルソン・アーチ（壁のそばにあるトンネル状の祈祷所）の中から見える西の巨石は幅13m、重さは約570tに及ぶ。どの石にも深さ1.5cmの溝が5–20cm間隔で平行に刻まれている。ヘロデ大王時代はこの上にさらに付柱で飾られた高さ10m、厚さ1mの壁があり、その内側に沿って並べられた2重列柱の外壁として機能していたが、7世紀初頭の東ローマ帝国によるエルサレム侵攻によって破壊された。
地上8-11段目の4段は、ウマイヤ朝によって7世紀に追加された。638年にエルサレムを支配下に置いたウマイヤ朝は、さらに691年に神殿の丘に岩のドームを建設している。
地上12–25段目の14段はオスマン帝国時代の1866年にイギリスの実業家モーゼス・モンテフィオーレ卿によって追加された。礼拝に訪れた人々を雨や陽射しから守るのがその目的であった。
地上26–28段目の3段はエルサレムのムフティーによって1967年に追加された。

## 歴史
嘆きの壁の歴史は、紀元前20年頃ヘロデ大王が改築した神殿の西壁として始まる。
70年にユダヤ人による反乱（ユダヤ戦争）があり、ティトゥス率いるローマ軍により鎮圧される。この際、エルサレムは炎上し、神殿は破壊され西壁のみが残った（エルサレム攻囲戦）。
バル・コクバの乱により、ユダヤ教徒のエルサレム立ち入りは禁止されていたが、ミラノ勅令により4世紀以降、1年に1日の立ち入りが許可されるようになる（詳細不明）。
1967年の第三次中東戦争によるイスラエルの占領以降、ユダヤ教徒はエルサレムへの立ち入りが許されるようになる。壁の周囲は「マグレブ地区（モロッコ人地区）」と呼ばれ、1193年以来モロッコ系などの住民が住み着いていたが、イスラエルによって約650人が追放された。しかしイスラエルは「自発的」に退去したと主張した。マグレブ地区は取り壊され、嘆きの壁の前の広場として整地された。
2015年11月、パリ同時多発テロ事件への抗議と哀悼としてトリコロールの3色にライトアップした。柵で仕切られた男女別の伝統的な礼拝が通例とされていたが、2016年1月31日にイスラエル政府は、男女で礼拝可能となる礼拝区域の設置を新たに承認した。

嘆きの壁
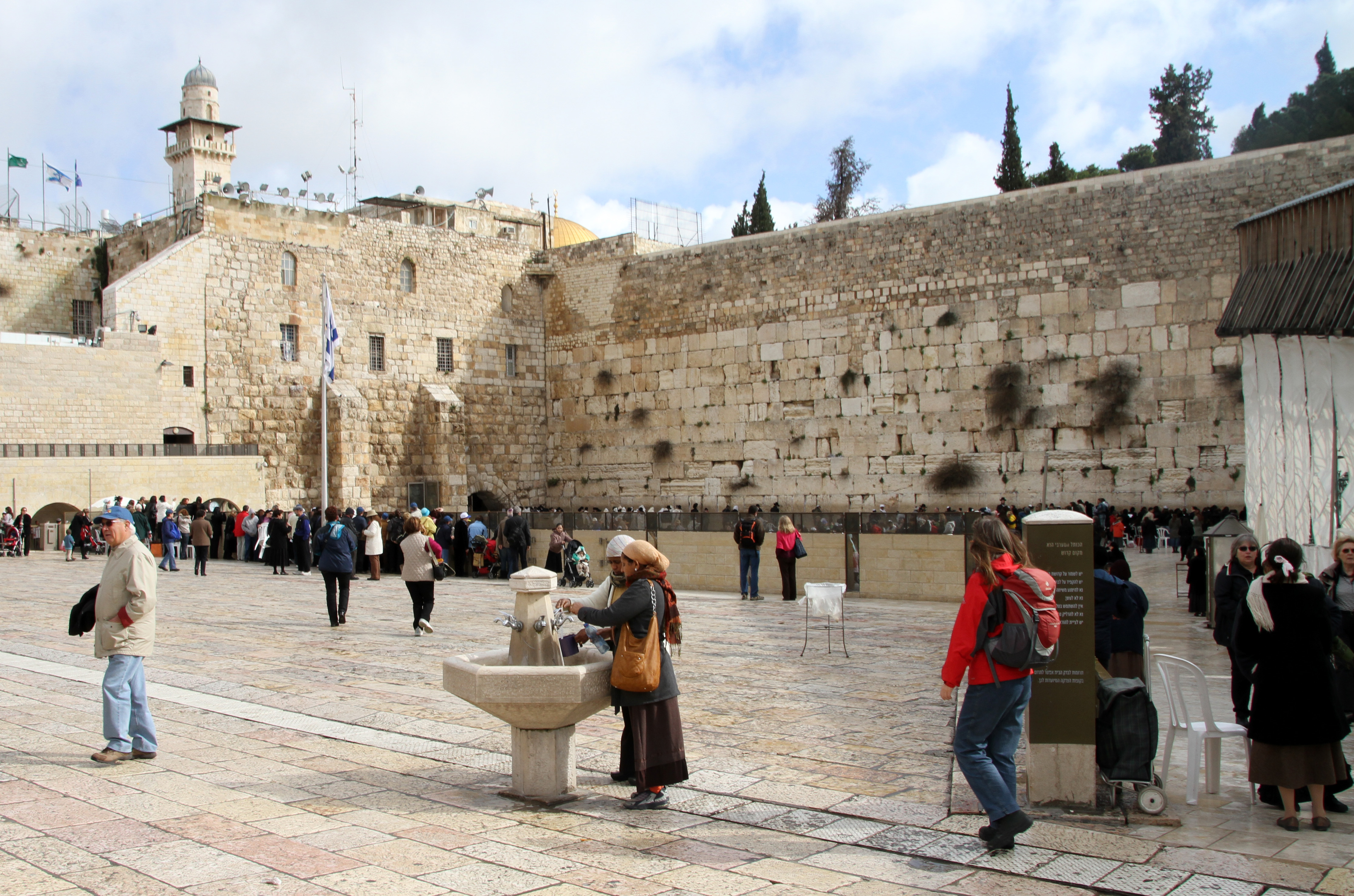
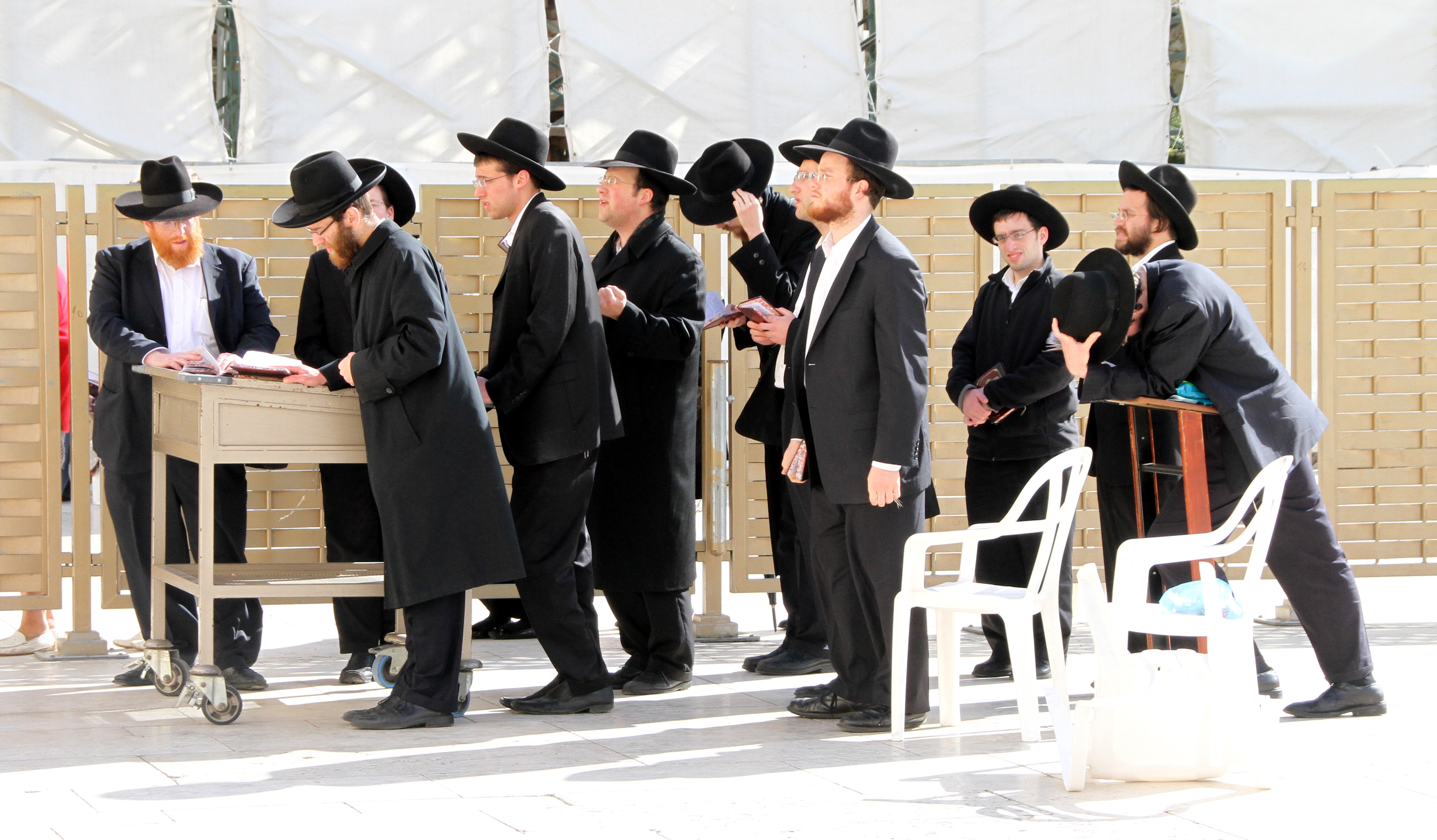
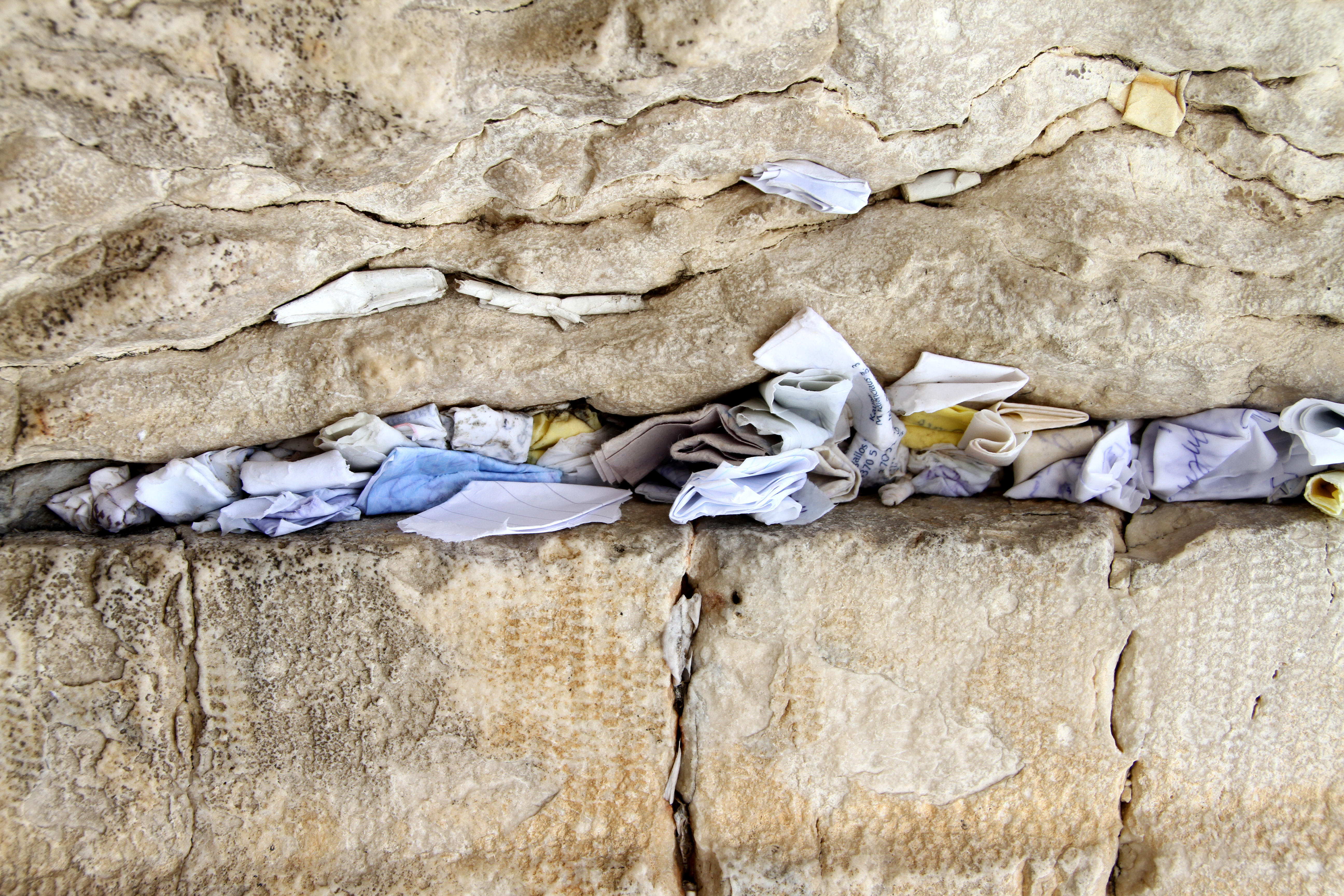
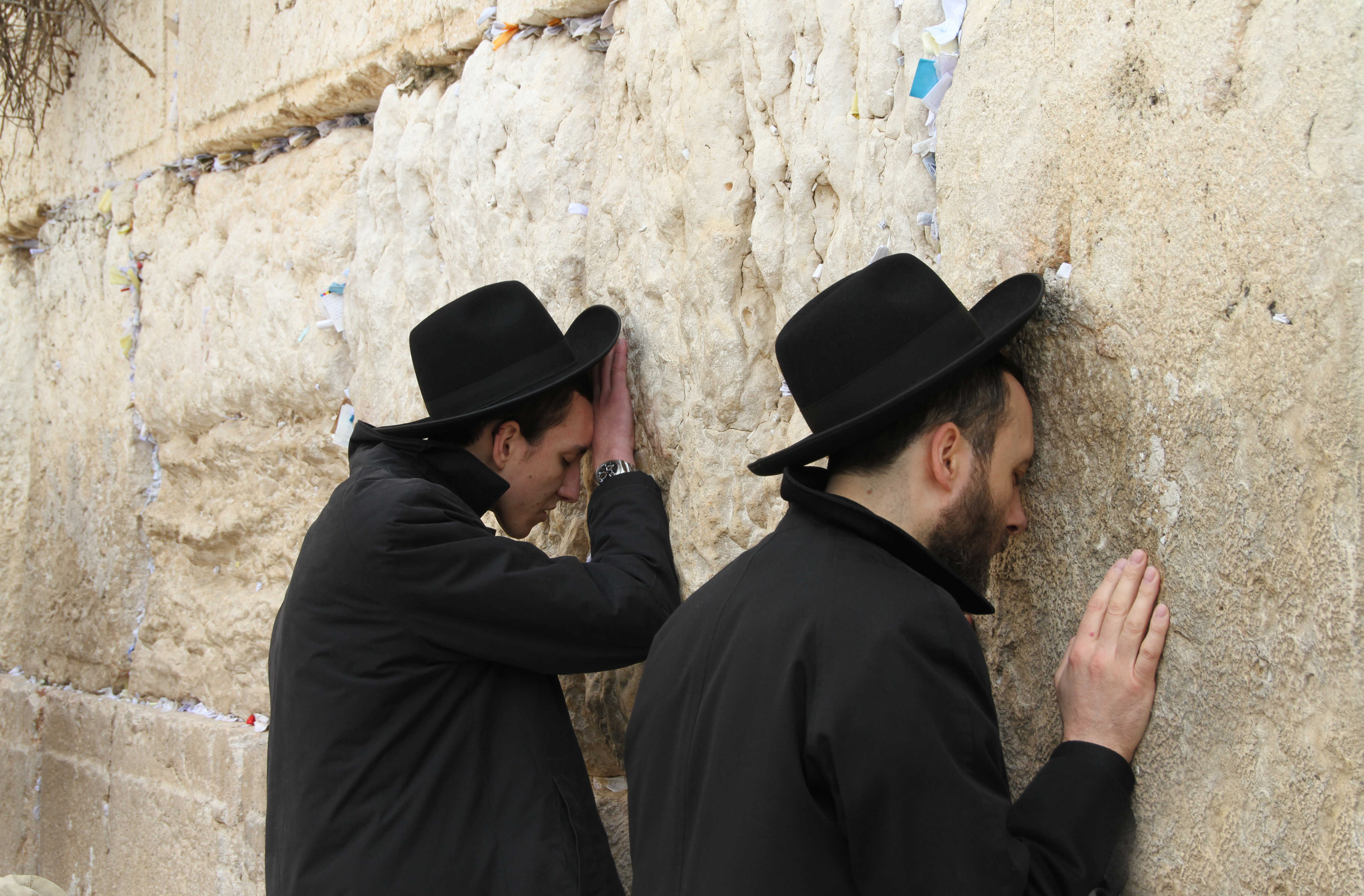
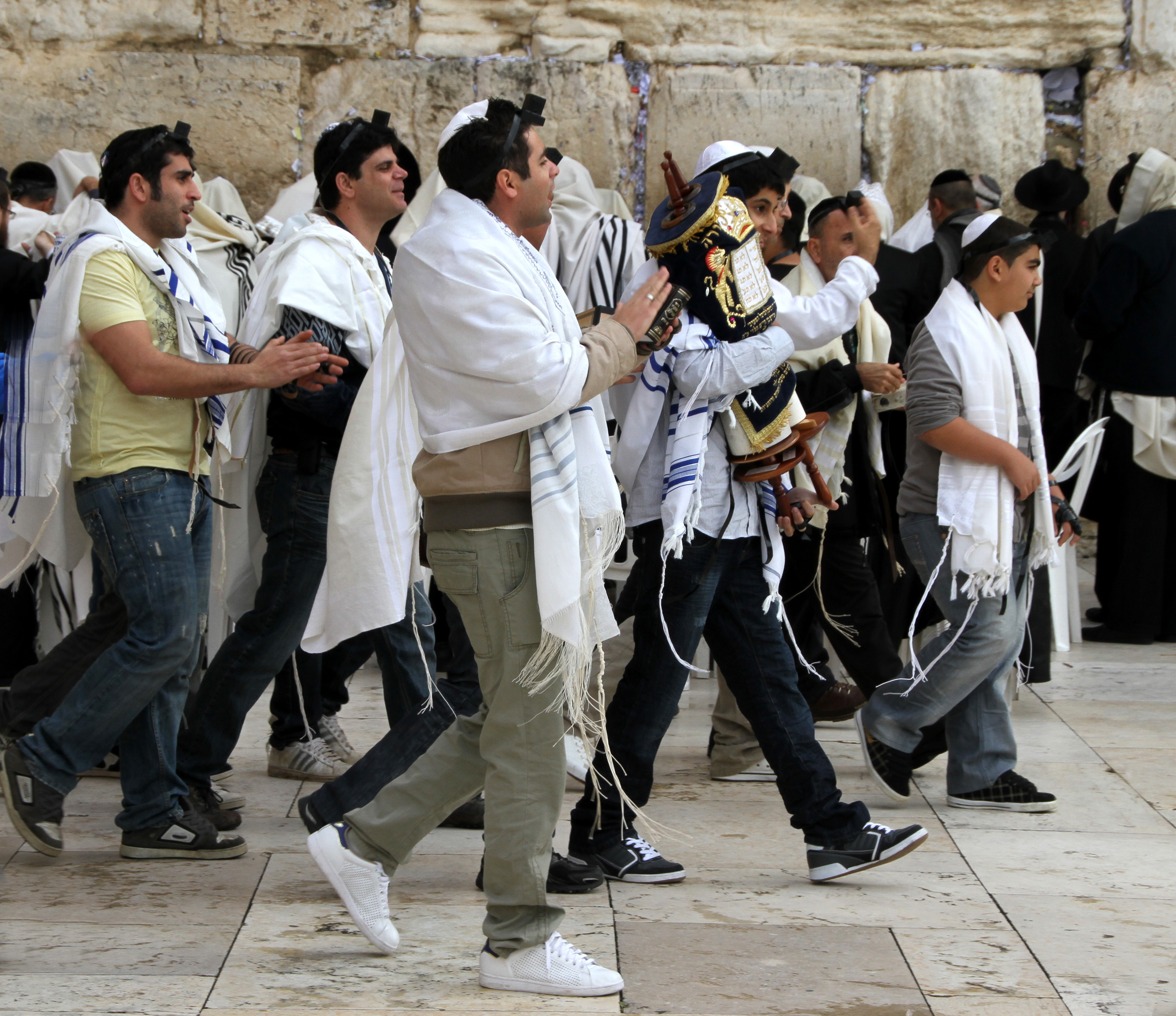
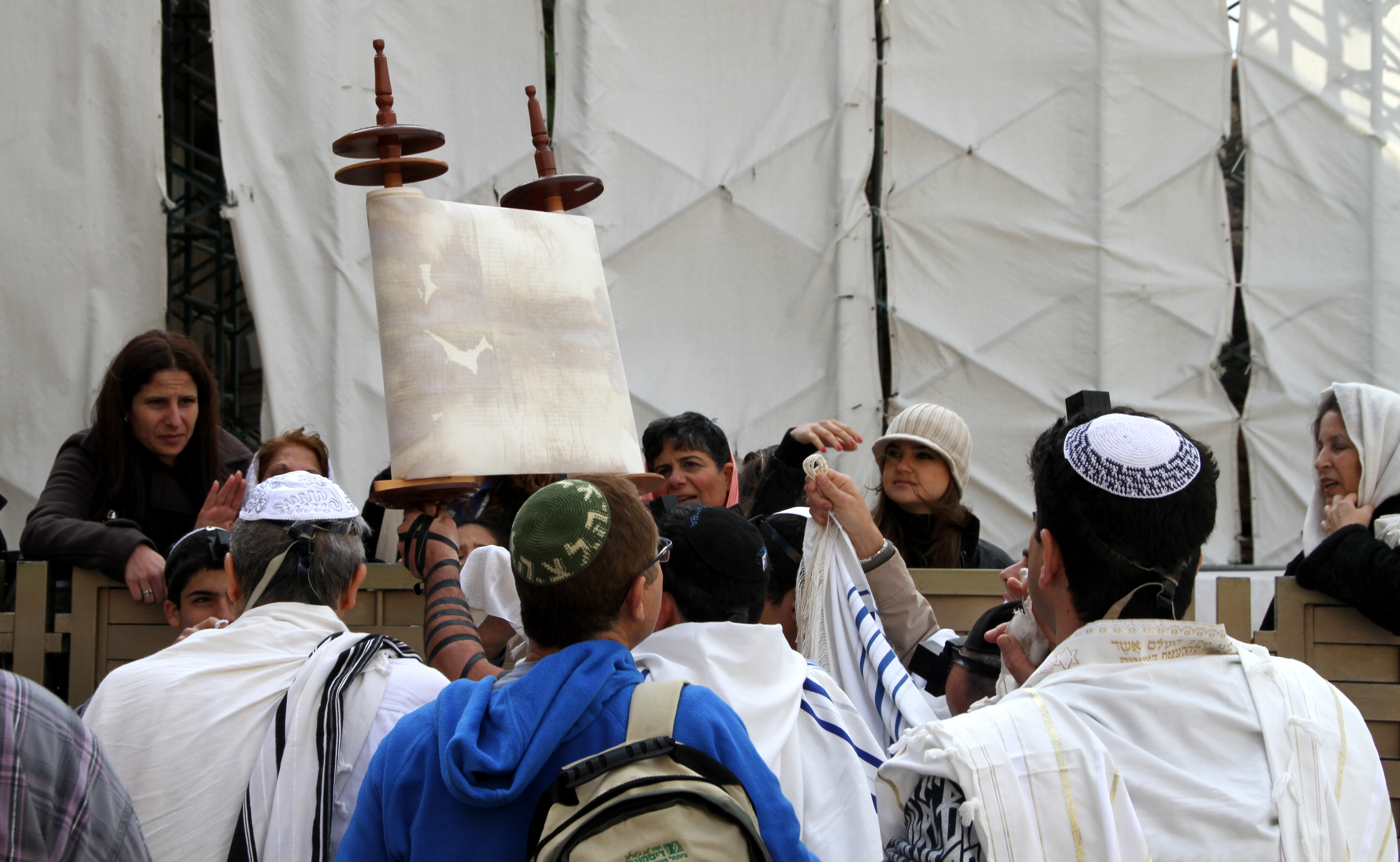
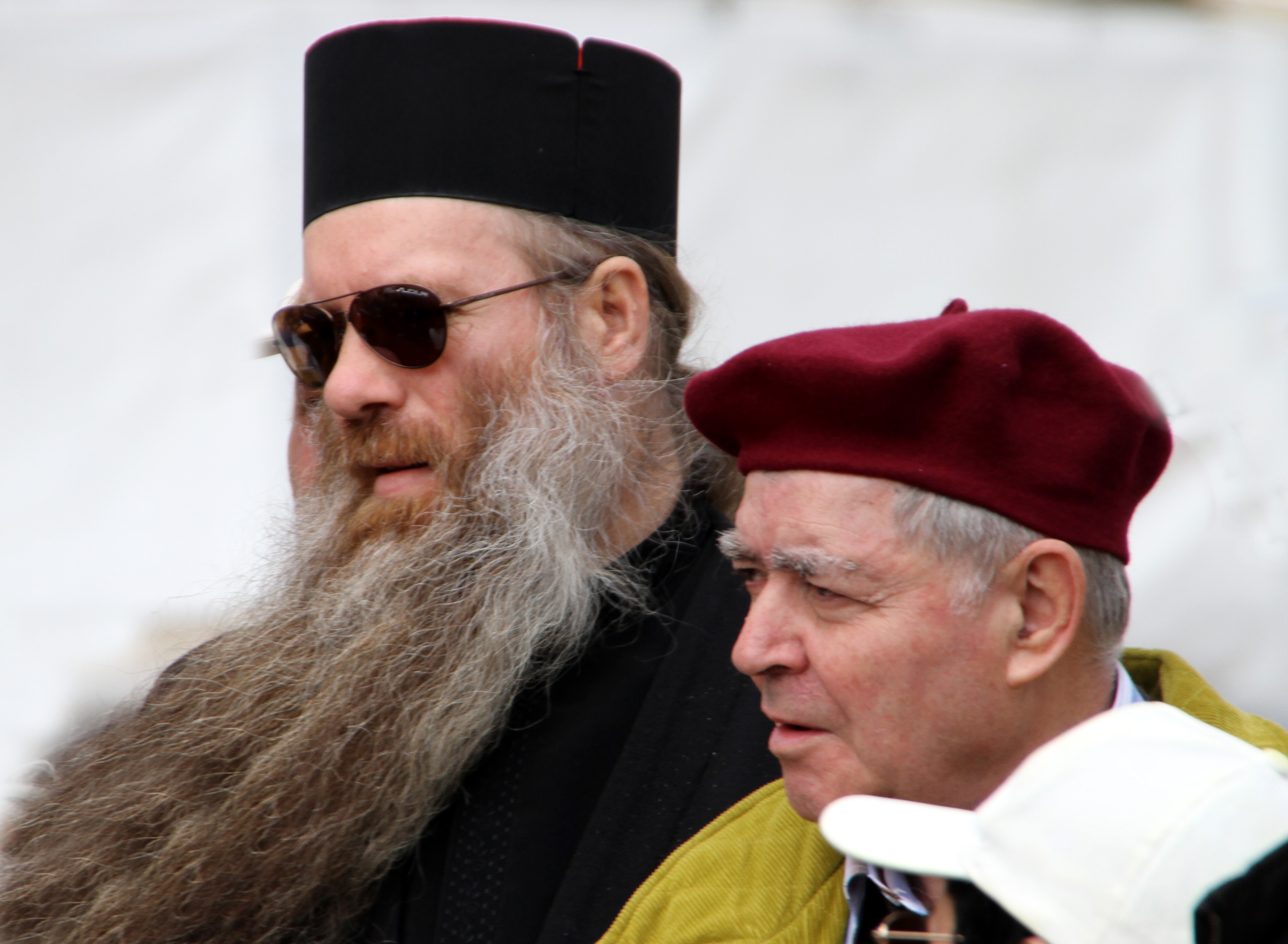

### ライブカメラ・動画・写真
- Live pictures from the wall